# Salem Al-Dawsari
Salem Muhamed Al-Dawsari (Yeda, 19 de agosto de 1991) es un futbolista saudí. Juega como delantero y su equipo es el Al-Hilal de la Liga Profesional Saudí. También es internacional con la selección de fútbol de Arabia Saudita.

## Clubes
| Club                      | País           | Año       |
| ------------------------- | -------------- | --------- |
| Al-Hilal                  | Arabia Saudita | 2011-act. |
| Villarreal C. F. (cedido) | España         | 2018      |

## Selección nacional

### Participaciones en Copas del Mundo
| Mundial                     | Sede                     | Resultado                | Partidos | Goles |
| --------------------------- | ------------------------ | ------------------------ | -------- | ----- |
| Copa Mundial Sub-20 de 2011 | Colombia                 | Octavos de final         | 4        | 1     |
| Copa Mundial de 2018        | Rusia                    | Primera fase             | 3        | 1     |
| Copa Mundial de 2022        | Catar                    | Primera fase             | 3        | 2     |
| Total en Copas del Mundo    | Total en Copas del Mundo | Total en Copas del Mundo | 10       | 4     |

### Goles como internacional
| N.º | Fecha                    | Estadio                                                | Rival                  | Gol | Resultado | Competición                     |
| --- | ------------------------ | ------------------------------------------------------ | ---------------------- | --- | --------- | ------------------------------- |
| 1.  | 29 de febrero de 2012    | Estadio Rectangular, Melbourne, Australia              | Australia              | 0-1 | 4-2       | Clasificación Mundial 2014      |
| 2.  | 23 de noviembre de 2014  | Estadio Rey Fahd, Riad, Arabia Saudita                 | Emiratos Árabes Unidos | 3-2 | 3-2       | Copa de Naciones del Golfo 2014 |
| 3.  | 8 de junio de 2017       | Stadium Australia, Sidney, Australia                   | Australia              | 1-1 | 3-2       | Clasificación Mundial 2018      |
| 4.  | 15 de mayo de 2018       | La Cartuja, Sevilla, España                            | Grecia                 | 1-0 | 2-0       | Amistoso                        |
| 5.  | 25 de junio de 2018      | Volgogrado Arena, Volgogrado, Rusia                    | Egipto                 | 2-1 | 2-1       | Mundial 2018                    |
| 6.  | 10 de septiembre de 2018 | Príncipe Faisal bin Fahd, Riad, Arabia Saudita         | Bolivia                | 2-0 | 2-2       | Amistoso                        |
| 7.  | 8 de enero de 2019       | Maktoum bin Rashid Al Maktoum, Dubái, EAU              | Corea del Norte        | 3-0 | 4-0       | Copa Asiática 2019              |
| 8.  | 5 de septiembre de 2019  | Estadio Rey Fahd, Riad, Arabia Saudita                 | Malí                   | 1-1 | 1-1       | Amistoso                        |
| 9.  | 10 de septiembre de 2019 | Estadio Nacional de Baréin, Baréin                     | Yemen                  | 2-2 | 2-2       | Clasificación Mundial 2022      |
| 10. | 14 de noviembre de 2019  | Pakhtakor Markaziy, Taskent, Uzbekistán                | Uzbekistán             | 2-3 | 2-3       | Clasificación Mundial 2022      |
| 11. | 14 de noviembre de 2020  | Estadio Rey Fahd, Riad, Arabia Saudita                 | Jamaica                | 1-0 | 3-0       | Amistoso                        |
| 12. | 30 de marzo de 2021      | Estadio Rey Fahd, Riad, Arabia Saudita                 | Palestina              | 5-0 | 5-0       | Clasificación Mundial 2022      |
| 13. | 5 de junio de 2021       | Estadio Rey Fahd, Riad, Arabia Saudita                 | Yemen                  | 1-0 | 3-0       | Clasificación Mundial 2022      |
| 14. | 11 de junio de 2021      | Estadio Jalan Besar, Singapur                          | Singapur               | 0-1 | 0-3       | Clasificación Mundial 2022      |
| 15. | 2 de septiembre de 2021  | Estadio Rey Fahd, Riad, Arabia Saudita                 | Vietnam                | 1-0 | 3-1       | Clasificación Mundial 2022      |
| 16. | 29 de marzo de 2022      | King Abdullah Sports City, Yeda, Arabia Saudita        | Australia              | 1-0 | 1-0       | Clasificación Mundial 2022      |
| 17. | 22 de noviembre de 2022  | Estadio Icónico, Lusail, Catar                         | Argentina              | 1-2 | 1-2       | Mundial 2022                    |
| 18. | 30 de noviembre de 2022  | Estadio Icónico, Lusail, Catar                         | México                 | 1-2 | 1-2       | Mundial 2022                    |
| 19. | 24 de marzo de 2023      | Estadio Príncipe Faisal bin Fahd, Riad, Arabia Saudita | Venezuela              | 1-2 | 1-2       | Amistoso                        |
| 20. | 28 de marzo de 2023      | Estadio Príncipe Faisal bin Fahd, Riad, Arabia Saudita | Bolivia                | 1-1 | 1-2       | Amistoso                        |